# هیشوی
هیشوی در شاهنامه نام باژخواه یا خراج ستان یا گمرکچی پیری است که در مرز روم می‌زیست. وی گشتاسپ را با کشتی از دریا گذراند و پس از پیوند گشتاسپ و کتایون در شکارگاه، با وی [که خود را در روم فرخزاد نامیده بود]، دوستی نمود. کار دیگر وی بردن خواستگاران دختران قیصر همچون اهرن و میرین، به یاری خواهی نزد گشتاسپ بود. وی همچنین در نزد قیصر به دلاوری‌های گشتاسپ گواهی داد.
فردوسی در بیت زیر، از هیشوی، چنین  یاد کرده‌است:
| یکی پیر سر بود هیشوی نام |  | جوانمرد و بیدار و با رای و کام |